# Змієголовка красива
Змієголо́вка краси́ва (Ophisops elegans) — представник роду Змієголовок родини Справжні ящірки. Інша назва «струнка змієголовка». Є 8 підвидів.

## Опис
Довжина тулуба сягає до 6,2 см, хвіст у 2 рази довший. Молоді ящірки мають зверху з 4 яскраво-білими смужками уздовж спини і боків тулуба. Бока їх чорного кольору, з кожного боку уздовж хребта тягнеться одноколірна коричнево-сіра смуга з нерівними контурами. З віком білі смужки на тулубі розпливаються, а чорний колір з боків розпадається на неправильної форми плями і цяточки, а колір шкіри рудувато-жовтим або червонувато-помаранчевим. Середина спини, уздовж хребта, залишається одноколірною, зеленувато-сірою або оливково-коричневої, з вузькою короткою смужкою. На задній стороні стегон у дорослих з'являються великі білі «очі». Черево має білий колір.
Голова зверху з чітким поздовжнім жолобком, який починається на лобоносовому щитку і зникає у задній частині лобового. Ніздря розташована між верхнім і нижнім носовими щитками. Задньоносових щитків два. Спинна луска з добре розвиненими реберцями, які відсутні на межі з черевом. Навколо середини тіла 28-44 лусочки. Черевні щитки розташовані 6 поздовжніми рядами. Стегнові пори у кількостфі 7-17 утворюють рядки, які дещо не досягають колінних згинів. Серед щитків, що оточують анальний, виділяється зазвичай 1 великий преанальний.

## Поширення
Мешкає на Балканському півострові, островах Егейського і Середземного морів, на Синайському півострові, у Малій та Передньої Азії, Кавказі, Ірані, Пакистані, Північно-Західній Індії.

## Спосіб життя
Полюбляє трав'янисту і чагарникову місцину, рівнини, глинясті схили. Зустрічається на розораних і вдруге зарослих бур'янами сухих пустирях, у виноградниках й садах, гірсько-ксерофітному степу, ялівцевих рідколіссях, серед колючих астрагалів в рослинних скупченнях типу фрігані. Ховається між камінням й норах тварин. Бігають дуже швидко, причому здатні пробігати невеликі відстані на двох задніх ногах, спираючись на хвіст. Харчуються різноманітними комахами та безхребетними, серед яких особливо часто поїдають павуків.
Навесні при сприятливій погоді з'являються вже наприкінці лютого.
Це яйцекладна ящірка. Статева зрілість настає після другої зимівлі. Парування відбувається на початку травня — червні. Перша кладка з 3-6 яєць — вже наприкінці травня, друга у середині — наприкінці червня.

## Підвиди
- Ophisops elegans basoglui
- Ophisops elegans blanfordi
- Ophisops elegans centralanatoliae
- Ophisops elegans ehrenbergii
- Ophisops elegans elegans
- Ophisops elegans macrodactylus
- Ophisops elegans persicus
- Ophisops elegans schlueteri